# Neocuproina
La neocuproina è un composto eterociclico e un agente chelante derivato della fenantrolina.
A temperatura ambiente si presenta come un solido giallo chiaro dall'odore caratteristico.

## Sintesi e struttura
La neocuproina può essere preparata mediante reazioni di Skraup sequenziali (reazione di Doebner-Miller/condensazione) di o-nitroanilina con crotonaldeide diacetato. Una sintesi alternativa comporta la condensazione di o-fenilendiammina, m-nitrobenzensolfonato e cretonaldeide diacetato. Questo metodo offre rese più elevate ma è meno economico. La neocuproina si cristallizza come un diidrato e un emiidrato.

## Chimica di coordinazione
All'inizio degli anni trenta, i derivati della fenantrolina divennero noti per il loro uso come indicatori colorimetrici per molti metalli di transizione. La neocuproina ha dimostrato di essere altamente selettivo per il rame(I). Il complesso risultante, [Cu(neocuproina)2]+ ha un colore rosso arancio intenso. Le proprietà dei complessi neocuproinici di rame(I) sono state ampiamente studiate, ad es. per la preparazione di complessi di catenano e rotaxano. Il rilascio catalizzato da rame di NO+ (nitrosonio) dagli S-nitrosotioli è inibito dalla neocuproina.
Rispetto all'1,10-fenantrolina, la neocuproina ha una massa sterica che fiancheggia i siti donatori di azoto. Una conseguenza importante è che i complessi del tipo [M(neocuproina)3]n+ sono sfavorevoli, in contrasto con la situazione con i ligandi di fenantrina che mancano di sostituzione nelle posizioni 2 e 9. Il ligando batocuproina è simile al neocuproine, ma ha sostituenti fenilici nelle posizioni 4,7.

## Altri metalli
Il platino costituisce i complessi planari quadrati [PtX2(2,9-dimetil-1,10-fenantrolina)].
È stato anche scoperto che la neocuproina ha proprietà che causano la frammentazione e la scomparsa della melanina nei melanociti dei pesci zebra adulti . Coloro che esprimono eGFP hanno anche perso la fluorescenza di eGFP in presenza di neocuproina.